# روي غوميز
روي غوميز (4 سبتمبر 1997 في البرتغال - ) هو لاعب كرة قدم برتغالي في مركز الهجوم.

## وصلات خارجية
- روي غوميز على موقع قاعدة بيانات كرة القدم.إي يو (الإنجليزية)
- روي غوميز على موقع Soccerway.com (الإنجليزية)